# Grande Mesquita do Xeique Zayed
A Grande Mesquita do Xeique Zayed em árabe: جَامِع ٱلشَّيْخ زَايِد ٱلْكَبِيْر; romaniz.: Jāmiʿ Ash-Shaykh Zāyid Al-Kabīr) situa-se em Abu Dabi, a capital dos Emirados Árabes Unidos. Com mais de 22 412 m² de área e capacidade para mais de 40 000 fieis, é a maior mesquita do país e principal local de culto para as orações de sexta feira e durante os feriados islâmicos. Foi construída entre 1995 e 2007 e o seu custo foi estimado entre 1,5 mil milhões * e 2 mil milhões de dirames emiradenses (380 a 510 milhões de euros). Foi projetada pelo arquiteto sírio Yusef Abdelki e ocupa uma área de 420×290 m (mais de 12 hectares), excluindo os arranjos paisagísticos exteriores o parque de  estacionamento.
As obras foram financiadas pelo então presidente dos Emirados Árabes Unidos e emir, o xeique Zayed bin Sultan al Nahayan, cujo se túmulo se encontra no pátio da mesquita. Apesar de ser acima de tudo um local de oração sunita, a mesquita pode ser visitada por turistas, sendo uma das atrações turísticas do Abu Dabi, tendo sido votada num inquérito online do site TripAdvisor como a segunda atração turística favorita do mundo em 2017. Em 2016 há registo de 5 209 801 visitantes, dos quais 2 807 556 foram turistas e 872 070 comensais do Iftar.

## História
O xeique Zayed bin Sultan decicidu construir uma grande mesquita na sua capital que se tornasse não só um símbolo nacional mas também uma prova imperecível de tolerância e abertura ao mundo do islão, que unisse a diversidade cultural do mundo islâmico com valores históricos e modernos de arquitetura e arte. O xeique morreu antes de ver a sua obra concluída, mas o seu filho e suscessor no poder Khalifa bin Zayed al Nahyan continuou o projeto e deu o nome do pai à mesquita.
A mesquita é um dos vários grandes empreendimentos arquitetónicos de prestígio mundial em que o Abu Dabi se envolveu nos últimos, como a Central Market Residential Tower, o arranha-céus mais alto da cidade, a sua vizinha Central Market Commercial Tower, ambas no World Trade Center Abu Dhabi, da autoria do arquiteto britânico Norman Foster e do seu atelier Foster + Partners, ou os museus como o Guggenheim, o Museu Nacional Zayed, o Louvre Abu Dhabi e outros centros de arte. Estes edifícios marcam a determinação do país em afirmar-se face aos outros estados da região e de atrair turistas.[carece de fontes?]

### Cronologia
- 1995 — início da construção, que envolveu 2 500 pessoas;[1]
- 2001 — a empresa britânica de consultoria em engenharia Halcrow junta-se ao projeto;[2]
- 2004 — conclusão da estrutura de aço e betão e da cúpula principal;
- 2004 — a continuação das obras é atribuída às empresas Six Construct (filial do grupo belga Besix) e Arabian Construction Company;[4][8]
- 2 de novembro de 2004 — morte do xeique Zayed bin Sultan
- 26 de fevereiro de 2007 — visita do então Príncipe Carlos de Gales e da sua esposa Camilla Parker Bowles;
- 19 de dezembro de 2007 — celebração da primeira grande oração na mesquita por ocasião do Eid al-Adha (Festa do Sacrifício).

## Arquitetura
A mesquita foi construída sob a direção e supervisão do filho de Zayed bin Sultan, bin Zayed al Nahyan, e é uma mistura entre tradição e modernidade. O seu estilo é tradicional da arquitetura islâmica, com uma composição de colunas (1 048 no total) e arcos encimada por cúpulas. Na construção foram usadas técnicas de escultura artesanais e modernas. O edifício segue o plano tradicional duma mesquita: um muro em volta, um pátio central rodeado de pórticos, uma grande sala de orações orientada em direção a Meca, cujo piso é coberto pelo maior tapete persa do mundo, e quatro minaretes (com 107  de altura) para as chamadas à oração, situados nos cantos do pátio central. À semelhança das mesquitas persas e indianas, é coberta por cúpulas. A decoração interior segue os preceitos islâmicos, sem qualquer representação humana ou de animais, com motivos florais, geométricos e arabescos.[carece de fontes?] Todos os arcos são lanceolados e os capitéis das colunas do pátio representam flores de palmeira douradas.
O arquiteto Yusef Abdelki inspirou-se em várias mesquitas, nomedamente na Mesquita de Abu Alabás Almurci, em Alexandria, Egito, construída na primeira metade do século XX sob a direção e projeto dos arquitetos italianos Eugenio Valzania e Mario Rossi. Outra das principais fontes de inspiração foi a Mesquita Badshahi, em Laore, Paquistão, construída pelo imperador mogol Auranguezebe na década de 1670. A planta e a cúpula principal foram inspiradas na Mesquita Badshahi, mas há diversas referências à arquitetura persa, mogol (nomeadamente decorações florais) e indo-islâmica.[carece de fontes?] Há também similaridades com a Mesquita de Haçane II, em Casablanca, Marrocos. As arcadas são tipicamente mouriscas e os minaretes são de estilo clássico árabe. Todos elementos decorativos da mesquita foram realizados por uma empresa italiana de arte gráfica de Milão.[carece de fontes?]
O complexo situa-se num terreno desértico com mais de 22 000 m², que foi elevado 9 metros para dominar a vizinhança. A estrutura da mesquita é suportada por mais de 6 000 pilares de aço, tratados para resistir à corrosão provocada pelo ambiente salino. Esses pilares estão enterrados até 27 m no solo devido às espessas camadas de areia e lama impedirem uma boa estabilização do edifício sem fundações sólidas. Esta solução também oferece uma boa resistência sísmica. No total, foram usados 220 000 m³ de betão e 30 000 toneladas de armaduras em aço.
A estrutura em aço e betão é inteiramente revestida com 120 000 m² de painéis de mármore de Carrara, famoso por ser um dos mais brancos, extraído de perto de Pietrasanta, na Itália.[carece de fontes?] Os  17 400 m² do pátio central estão pavimentados com a mesma pedra. Este pátio tem milhares de peças incrustradas, que constituem o maior mosaico do mundo, cujos elementos decorativos foram desenhados pelo artista britânico Kevin Dean, cujas bordas estão adornadas com flores que crescem no Médio Oriente, como tulipas, lírios (géneros Lilium e Iris). O pátio tem lotação para 31 000 fieis e é usado principalmente para orações islâmicas mais importantes e grandes ajuntamentos, como as do Ramadão, Eid al-Fitr (fim do jejum) e Eid al-Adha (Festa do Sacrifício).
Em redor da mesquita há 22 torres de iluminação, cada uma com dez holofotes apontados para o edifício. À noite é possível ver o percurso da lua refletido na superfície do mármore. O sistema de iluminação exclusivo, foi desenhado pelos arquitetos de iluminação da Speirs e Major Associates, e refletem as fases da lua. A mesuita é também rodeada por tanques retangulares, revestidos com diferentes tonalidades de azul, que ocupam cerca de 7 874 m² e refletem as arcadas e colunas, proporcionando um efeito visual que é especialmente espetacular à noite, quando se combina com com a iluminação.
A cúpula principal, que se encontra por cima do centro da sala de oração central, mede 85 m desde o chão até ao cimo e tem 32,8 m de diâmetro, fazendo dela a maior cúpula de mesquita do mundo. As cúpulas são encimadas por pináculos cobertos de mosaicos de vidro dourado.[carece de fontes?]

### Interior
O interior da mesquita é coberto com 12 100 painéis de gesso e fibra de vidro emoldurados. Estes painéis foram esculpidos em grande escala por máquinas informatizadas, que usaram modelos produzidos de forma tradicional por artesãos marroquinos. As 1 048 colunas têm incrustações de pedras semipreciosas esculpidas por artesãos locais.[carece de fontes?]
A sala de orações principal, usada pelos homens, mede 50 por 55 m e tem 45 m de altura desde o chão até à cúpula. O teto é sustentado por 24 colunas de 33 m de altura revestidas de mármore branco da Macedónia, talhadas em Dongguan (China) e incrustadas com motivos florais em madrepérola. Os noventa e nove nomes de Alá (qualidades ou atributos de Deus) são mostrados na parede da quibla em caligrafia cúfica tradicional, concebida pelo calígrafo emiradense Mohammed Mandi al Tamimi. Essa parede tem também uma iluminação de fibra ótica subtil, que faz parte da conceção orgânica da decoração.[carece de fontes?]
Na mesquita há sete lustres, fabricados pela empresa Faustig de Munique, Alemanha, feitos em aço inoxidável e latão dourado, nos quais foram usadas aproximadamente 40 kg de ouro galvanizado de 24 quilates. Todos os lustres têm painéis de vidro cravejados com cristais Swarovski e a iluminação é fornecida por LED.[carece de fontes?] O maior lustre está suspenso na cúpula principal e mede 10 m de diâmetro por 15 m de altura. Pesa cerca de 12 toneladas e é o segundo maior lustre dentro de uma mesquita e o terceiro maior do mundo. No centro da sua estrutura há uma escada interna para manutenção. Além desse lustre da cúpula principal, há mais dois na sala de orações principal com design similar, com 8 m de diâmetro e 8 m de altura e 8 toneladas de peso. Há ainda outros quatro lustres, nos átrios; o do átrio principal é o maior e pesa cerca de 2 toneladas.
O piso da sala de orações principal é coberto por um tapete persa com 5 700 m², considerado o maior tapete artesanal do mundo. Foi desenhado pelo artista iraniano Ali Khaliqi e fabricado por 1 200 tecelões de aldeias vizinhas da cidade de Nixapur, no nordeste do Irão. As nove peças que o compoem foram atadas com nós por 50 trabalhadores. O desenho demorou aproximadamente 8 meses, a tecelagem 12 meses e o transporte e montagen 4 meses. Pesa cerca de 47 toneladas,[carece de fontes?] das quais 30% são de algodão e as restantes de lã, originária da Nova Zelândia e de Sirjã (no sul do Irão). O tapete tem cerca de 2,2 mil milhões * de nós e custou 30 milhões dirames emiradenses (cerca de 6 milhões de euros).